# 桜庭大翔
桜庭 大翔（さくらば はると、1996年2月21日 - ）は、日本の俳優、歌手、プロレスラー。
スペースクラフト・エンタテインメント所属。アーティストグループ「TFG」のメンバーでもあり、2023年7月から7人組ボーイズグループ「S/TEAM BLOOD」のメンバーでもある。
3サイズはB107／W75／H94、靴のサイズは28.5cm。

## 来歴
2019年3月、Twitterにおいて中央大学卒業を公表。同年4月、舞台『ハイパープロジェクション演劇「ハイキュー!!」”東京の陣”』の木兎光太郎役で俳優デビュー。
同年、俳優7人による音楽ユニット「TFG」のメンバーとしてメジャーデビューすることが発表された。
2023年7月、植木豪と日本テレビと舞台制作会社S-SIZEがタッグを組んだ若手俳優育成プロジェクト「真夜中の推し活 S/TEAM BLOOD」のオーディションに合格し、7人組ボーイズグループ「S/TEAM BLOOD」のメンバーになる。

## 人物
- 趣味は映画鑑賞、読書、バスケットボール。
- 特技はダンス、中国語、筋肉収納。
- 10歳まで中国で生活していた[7]。

## 出演

### 舞台
- ハイパープロジェクション演劇「ハイキュー!!」 - 木兎光太郎 役
  - "東京の陣"（2019年4月5日 - 5月6日、TOKYO DOME CITY HALL 他）
  - "最強の挑戦者"（2020年3月21日 - 5月6日、TOKYO DOME CITY HALL 他）
- Starry☆Sky on STAGE - 天羽翼 役
  - 初演（2019年7月10日 - 15日、品川プリンスホテル クラブeX）[8]
  - SEASON2 星雪譚（2020年1月15日 - 26日、紀伊國屋サザンシアター TAKASHIMAYA）[9]
- ブシプロ第3回公演「BURAI2」（2019年12月4日 - 8日、あうるすぽっと）[10]
- 舞台「東京リベンジャーズ」（2021年8月6日-22日、COOL JAPAN PARK OSAKA WWホール 他）- 清水将貴 役
- 舞台『ROOKIES』（2021年11月18日 - 23日、シアター1010 / 11月26日 - 28日、サンケイホールブリーゼ / 11月30日、栗東芸術文化会館さきら） - 岡田優也 役[11]
- 舞台「アクダマドライブ」（2022年3月10日 - 21日、品川プリンスホテル ステラボール / 3月26日・27日、COOL JAPAN PARK OSAKA WWホール） - 喧嘩屋 役[12]
- 「魔入りました！入間くん」THE STAGE（2023年5月24日 - 28日、東京ドームシティ シアターGロッソ） - サブノック・サブロ 役[13]
  - 「魔入りました！入間くん」THE STAGE 再演（2024年8月30日 - 9月8日、東京ドームシティ シアターGロッソ）[14]
- ブラッククローバー the Stage（2023年9月14月 - 18日、シアター1010 / 9月22日 - 24日、KAAT神奈川芸術劇場） - ヤミ・スケヒロ 役[15]
- 西遊記（2023年11月3日 - 2024年1月28日、オリックス劇場 他） - 羊力大仙 役[16]
- FINAL FANTASY BRAVE EXVIUS 幻影戦争 THE STAGE（2024年2月23日 - 3月3日、ヒューリックホール東京） - シュゼルト 役[17]
- 舞台「サイボーグ009」 - 005 / ジェロニモ・ジュニア 役
  - 「サイボーグ009」（2024年5月18日 - 26日、日本青年館ホール）[18]
  - 「サイボーグ009 -13番目の追跡者-」（2025年11月14日 - 24日、品川プリンスホテル ステラボール）[19]
- 舞台「川越ボーイズ・シング」-喝采のクワイア-（2024年6月22日 - 30日、シアターH） - 茨戸静男 役[20]
- 刃牙 THE GRAPPLER STAGE -地下闘技場編-（2024年12月14日 - 18日、新宿FACE） - 花山薫 役[21]
- 聖剣伝説3 TRIALS of MANA THE STAGE（2025年3月7日 - 4月6日、サンシャイン劇場 他） - 獣人王 役[22][23]
- 舞台「ブルーロック」4th STAGE（2025年5月15日 - 6月1日、THEATER MILANO-Za 他） - オリヴァ・愛空 役[24]

### バラエティ
- 平成生まれ3000万人!そんなコト考えた事なかったクイズ（2018年8月28日、朝日放送テレビ）[25]
- ぽかぽか（2023年5月4日・7月31日、フジテレビ）[26]

### PV
- GReeeeN「愛すべき明日、一瞬と一生を」

### ライブ
- 2.5次元男子。LIVE-with LOVE-（2022年5月27日、ヒューリックホール東京）[27]